# Excelsior Rotterdam
Excelsior Rotterdam är en nederländsk fotbollsklubb från Rotterdam, bildad 23 juli 1902. 
Under 2000-talet har klubben åkt upp och ner mellan andradivisionen Eerste Divisie och förstadivisionen Eredivisie.Sedan säsongen 2024/2025 spelar de i Eerste Divisie.
Hemmamatcherna spelas på Stadion Woudestein.

## Spelare

### Spelartrupp
| Nr | Land          | Pos | Namn                                 |
| -- | ------------- | --- | ------------------------------------ |
| 1  | Nederländerna | MV  | Stijn van Gassel                     |
| 2  | Belgien       | F   | Siebe Horemans                       |
| 4  | Nederländerna | F   | Redouan El Yaakoubi (lagkapten)      |
| 5  | Tyskland      | MF  | Adrian Fein                          |
| 6  | Nederländerna | MF  | Joshua Eijgenraam                    |
| 7  | Serbien       | A   | Nikolas Agrafiotis                   |
| 8  | Nederländerna | MF  | Kenzo Goudmijn (lån från AZ)         |
| 9  | Nederländerna | A   | Reda Kharchouch                      |
| 10 | Nederländerna | A   | Marouan Azarkan (lån från Feyenoord) |
| 11 | Belgien       | A   | Jacky Donkor                         |
| 14 | Nederländerna | A   | Couhaib Driouech                     |
| 16 | Nederländerna | F   | Sven Nieuwpoort                      |

| Nr | Land          | Pos | Namn             |
| -- | ------------- | --- | ---------------- |
| 17 | Tyskland      | F   | Maxime Awoudja   |
| 18 | Nederländerna | MV  | Norbert Alblas   |
| 19 | Nederländerna | A   | Raphaël Eyongo   |
| 21 | Nederländerna | MF  | Yassin Ayoub     |
| 22 | Grekland      | A   | Lazaros Lamprou  |
| 24 | Curaçao       | F   | Nathan Markelo   |
| 28 | Nederländerna | F   | Nathan Tjoe-A-On |
| 29 | Nederländerna | A   | Mike van Duinen  |
| 33 | Nederländerna | MF  | Julian Baas      |
| 34 | Nederländerna | F   | Serano Seymor    |
| 38 | Nederländerna | MV  | Pascal Kuiper    |